# Puccinia cacabata
Puccinia cacabata är en svampart som beskrevs av Arthur & Holw. 1925. Puccinia cacabata ingår i släktet Puccinia och familjen Pucciniaceae.   Inga underarter finns listade i Catalogue of Life.